# 사파 잉카
사파 잉카(케추아어: Sapa Inka→유일한 잉카)는 쿠스코 왕국 및 그 후신인 타완틴수유 제국, 신타완틴수유국의 지배자 칭호이다. 1100년경을 전후해 사용되기 시작한 것으로 보이며, 그 외에도 아푸(케추아어: Apu→신), 잉카 카팍(케추아어: Inka Qhapaq→강력한 잉카), 사파(케추아어: Sapa→유일자)라고도 불렸다. 사파 잉카는 세습군주직이었으며, 전임자가 죽으면 아들이 승계한다. 사파 잉카는 신적 존재로 추앙의 대상이었다. 사파 잉카의 정처는 코야(케추아어: Coya)라고 했다.
알려진 왕조는 두 개가 있는데, 각각 후린(Hurin) 반족과 하난(Hanan) 반족이라고 한다. 이 중 스페인의 잉카 정복 당시 권력을 잡고 있던 것은 하난 반족이다. 최후의 유의미한 사파 잉카는 아타우알파로, 그는 1533년 스페인인들에게 처형당했다.

## 목록
제1왕조
1. 망코 카팍(기원후 1200년경-1230년경)
2. 신치 로카(1230년경-1260년경)
3. 로퀘 유팡키(1260년경-1290년경)
4. 마이타 카팍(1290년경-1320년경)
5. 카팍 유팡키(1320년경-1350년경)

제2왕조
1. 잉카 로카(1350년경-1380년경)
2. 야와르 우아칵(1380년경-1410년경)
3. 비라코차 잉카(1410년경–1438년)
4. 파차쿠티(1438년–1471년)
5. 투팍 잉카 유팡키(1471년–1493년)
6. 우아이나 카팍(1493년–1527년)
7. 우아스카르(1527년–1532년)
8. 아타우알파(1532년–1533년)

멸망 후 부흥세력의 자칭 사파 잉카들
- 투팍 우알파(1533년)
- 망코 잉카 유팡키(1533년–1544년)
- 파울루 잉카(1536년–1549년)
- 사이리 투팍(1544년–1560년)
- 티투 쿠시(1563년–1571년)
- 투팍 아마루(1571년–1572년)

## 같이 보기
- 무이스카 연맹
- 잉카 제국